# Johnny Cage
Ne doit pas être confondu avec John Cage.
Pour les articles homonymes, voir Cage (homonymie).
Johnny Cage est le pseudonyme de Jonathan Carlton, un des personnages du jeu vidéo Mortal Kombat.

## Histoire
Johnny Cage (29 ans) 1m69, est une star du cinéma américain. Mais la critique et le public pensent que ses talents de combattants sont le fruit de trucages. Pour prouver sa maîtrise des arts martiaux, Johnny participe au tournoi Mortal Kombat. Il devient l'un des défenseurs du royaume de la Terre contre la menace d'Outremonde. Matérialiste, il n'en demeure pas moins un guerrier courageux et loyal.

## Inspiration
Le personnage Johnny Cage du jeu vidéo Mortal Kombat est inspiré du personnage de Frank Dux dans le film Bloodsport interprété par Jean-Claude Van Damme. Johnny Cage est habillé (y compris les chaussures) comme JCVD dans le combat final du film, un des coups spéciaux de Johnny Cage provient du combat entre Frank Dux et le sumo dans le film. Midway, n'ayant pu obtenir les droits pour le jeu, a fait de Johnny Cage une movie-star pour l'histoire du personnage, et a adapté le concept de kumite en kombat.

## Styles vestimentaires
La principale caractéristique de Johnny Cage a toujours été ses lunettes de soleil qui ont plus ou moins changé au fil des jeux et qu'il porte dans la plupart des jeux en même temps qu'il combat. Dans le premier jeu il combat torse nu avec un pantacourt proche d'un short en noir avec une ceinture rouge. Dans le deuxième jeu il porte un pantacourt plus long en noir bordé de rouge et il porte en plus des bandes aux pieds et aux tibias avant d'en avoir aussi aux mains et aux avant-bras dans d'autres jeux. Dans le jeu Mortal Kombat Trilogy le rouge est remplacé par du bleu. Dans les jeux des consoles suivantes son pantacourt et ses bandes ont encore changé sur certains détails et il peut porter en deuxième costume un costume noir avec une chemise blanche et un nœud papillon noir en gardant ses lunettes. Dans les 2 premiers films tirés de la série de jeux vidéo il ne combat jamais torse nu. Il porte à un moment un costume cravate gris avec une chemise bleue. Il combat généralement avec un jean noir et une chemise bleu foncé et contrairement à certains jeux il enlève toujours ses lunettes de soleil avant de combattre.

## Apparitions dans d'autres médias
- Mortal Kombat de Paul W. S. Anderson, incarné par Linden Ashby.
- Mortal Kombat : Destruction finale de John R. Leonetti, incarné par Chris Conrad.
- Mortal Kombat: Legacy de Kevin Tancharoen, incarné par Matt Mullins (Saison 1) et Casper Van Dien (Saison 2).
- Mortal Kombat : Les Gardiens du royaume, la série télévisée d'animation
- Mortal Kombat 2 (2025) de Simon McQuoid, incarné par Karl Urban